# 森塚敏
森塚 敏（もりつか びん、1926年〈大正15年〉10月1日 - 2006年〈平成18年〉6月19日）は、日本の俳優。本名と漢字は同じだが、もりつか としと読む。
東京市下谷区（現・東京都台東区）出身。慶應義塾大学専門部国文科卒業。劇団青年座に所属していた。

## 来歴・人物
1947年に劇団俳優座に入団。
1954年、山岡久乃、東恵美子、初井言榮、成瀬昌彦ら若手メンバーと劇団青年座を結成。劇団の座長として、西田敏行、津嘉山正種、高畑淳子などを育てる。
穏やかな性格と人望から、日本劇団協議会会長や芸術家会議副会長、日本俳優連合の常任顧問などの要職も務めた。
私生活では1956年に同じく青年座の創立メンバーだった山岡久乃と結婚したが、1971年に離婚。
2006年6月19日、肺気腫のため東京都中野区の病院で死去。79歳没。戒名は浄森院岳道修敏居士。
趣味は狂言、日本舞踊、西洋舞踊、スキー。

## 出演作品

### 映画
- 広場の孤独（1953年、新東宝）
- ビルマの竪琴（1956年、日活）
- 刑事物語 知り過ぎた奴は殺す（1960年、日活）
- 刑事物語 犯行七分前（1960年、日活）
- ろくでなし野郎（1961年、日活）
- 拳銃横丁（1961年、日活）
- 機動捜査班（1961年、日活）
- 用心棒稼業（1961年、日活）
- 機動捜査班 暴力（1961年、日活）
- 東京のお転婆娘（1961年、日活）
- 事件記者 影なき侵入者（1962年、日活）
- 機動捜査班 群狼の街（1962年、日活）
- 憎いあンちくしょう（1962年、日活）
- 遙かなる国の歌（1962年、日活）
- 渡り鳥故郷へ帰る（1962年、日活）
- 何か面白いことないか（1963年、日活）
- 帰郷（1964年、日活）
- ぼくどうして涙がでるの（1965年、日活）
- けものみち（1965年、東宝）
- 俺にさわると危ないぜ（1966年、日活）
- あゝひめゆりの塔（1968年、日活）
- 九尾の狐と飛丸（1968年、大映動画）　※声優として出演
- 荒い海（1969年、日活）
- 花の特攻隊 あゝ戦友よ（1970年、日活）
- 旅の重さ（1972年、松竹）
- 混血児リカ（1972年、東宝）
- わが道（1974年、近代映画協会）
- 竹山ひとり旅（1977年、独立映画）
- 堕靡泥の星 美少女狩り （1979年、にっかつ）
- 北斎漫画（1981年、松竹）
- アウシュビッツ 愛の奇跡 コルベ神父の生涯（1981年、近代映画協会）
- 地平線（1984年、松竹）
- ロケーション（1984年、松竹）
- 落葉樹（1986年、近代映画協会）
- 名門!多古西応援団（1987年、東映）
- 釣りバカ日誌8（1996年、松竹）
- 雨あがる（2000年、東宝）

### テレビドラマ
- 日真名氏飛び出す（1955年、KR）
- チロリン村とくるみの木（1956年、NHK人形劇） - 弁護士のカブト虫の声
- ホームラン教室（1959年 - 63年、NHK） - 歯科医・根津 役
- 松本清張シリーズ・黒の組曲 第22話「初登攀」（1962年、NHK） - 高坂
- 大河ドラマ（NHK）
  - 花の生涯（1963年） - 大関和七郎 役
  - 新・平家物語（1972年） - 静憲法師 役
  - 元禄太平記（1975年） - 阿部豊後守 役
  - 風と雲と虹と（1976年） - 平維久 役
  - 花神 （1977年） - 東条英庵 役
  - 草燃える（1979年） - 平時忠 役
  - おんな太閤記（1981年） - 宇喜多直家 役
  - 徳川家康（1983年） - 崇伝 役
  - 炎立つ（1993年） - 藤原頼通 役
  - 花の乱（1994年） - 愛若 役
- 虹の設計（1964年、NHK）
- 風雪（NHK）
  - 第1回「あけぼの」（1964年） - 高野長英 役
  - 第14回「銀座古事記」（1964年） - 洋品店主
  - 第37回「炎の女」（1964年） - 大井憲太郎 役
  - 第43回「道は六百八十里」（1965年） - 伊東巳代治 役
- 愛と死をみつめて（1964年、TBS）
- 徳川家康（1964年、NET）
- 大市民（1966年、NHK）
- 連続テレビ小説（NHK）
  - おはなはん（1966年）
  - 本日も晴天なり（1981年） - 大原泰光 役
- 三匹の侍 第4シリーズ 第7話「刺客」（1966年、CX） - 勘助 役
- ウルトラシリーズ（TBS / 円谷プロ）
  - ウルトラマン 第36話「射つな! アラシ」（1967年） - 岩本博士（平田昭彦の代役） 役
  - ウルトラセブン 第43話「第四惑星の悪夢」（1968年） - ロボット署長
- 快獣ブースカ 第47話「さようならブースカ」（1967年、NTV / 円谷プロ / 東宝） - 政府高官
- 銭形平次 第126話「錦絵秘聞」（1968年、CX / 東映京都テレビプロ） - 渡海屋藤蔵 役
- 素浪人 花山大吉 第3話「男が男に惚れていた」（1969年、NET / 東映） - 三崎屋 役
- ゴールドアイ 第17話「羽田発福岡行101便」（1970年、NTV / 東映）
- 鬼平犯科帳 第55話「深川、千鳥橋」（1970年、NET / 東宝） - 万三 役
- 火曜日の女シリーズ / いとこ同志（1972年、NTV）
- 天下堂々（1973年 - 1974年、NHK） - 渡辺崋山 役
- 非情のライセンス（NET / 東映）
  - 第1シリーズ 第13話「兇悪の化粧」（1973年） - 菊地
  - 第2シリーズ
    - 第29話「兇悪の武者人形」（1975年） - 磯山
    - 第90話「兇悪の偽装工作」（1976年） - 若月宗之助
- 戦国ロック はぐれ牙 第4話「はぐれ牙の影を砕け」（1973年、CX / C.A.L）
- 太陽にほえろ! 第85話「おやじに負けるな」（1974年、NTV / 東宝） - 田中社長
- バーディー大作戦 第9話「怪談 死を招く超能力の女」（1974年、TBS / 東映）
- ふりむくな鶴吉 第8話「十手こぼれ萩」（1974年、NHK） - 惣吉
- 松本清張シリーズ・中央流沙（1975年、NHK） - 相良課長
- 大江戸捜査網（12ch→TX / 三船プロ）
  - 第117話「仕組まれた祝言」（1973年） - 倉田主膳
  - 第220話「御用船大爆破!」（1975年） - 大目付・黒部越前守
  - 第426話「復讐に賭けた娘の純愛」（1980年） - 有田屋
  - 第605話「わが子を返せ! 母二人の対決」（1983年） - 田所重兵衛
- 前略おふくろ様 第1シリーズ 第10話（1975年、NTV） - 出海久蔵
- 必殺仕業人 第4話「あんたこの親子をどう思う」（1976年、ABC / 松竹） - 兵蔵
- Gメンシリーズ（TBS / 東映→近藤照男プロ）
  - Gメン'75
    - 第114話「極秘捜査・赤ちゃん誘拐!」（1977年） - 教会の神父
    - 第175話「香港カラテ対Gメン」、第176話「香港カラテ対Gメン PART2」（1978年） - 周老人（黒竜）
    - 第199話「土曜日にネズミを殺せ!」（1979年） - 松永兄弟の父親

  - Gメン'82 第15話「現金輸送車の殺人ドライブ」（1983年） - 周展文
- 特捜最前線（ANB / 東映）
  - 第46話「判決・私を売った女!」（1978年）
  - 第58話「緊急手配・悪女からのリクエスト!」（1978年）
  - 第96話「強奪・花のスーパー・ヤング!」（1979年） - 花井紋三郎
- 東芝日曜劇場 / 松本清張おんなシリーズ・張込み （1978年、TBS）
- 西遊記 第7話「日照り妖怪の子守唄」（1978年、NTV / 国際放映） - 陳清
- 熱中時代 刑事編 第9話「新婚刑事 三度のピンチ」（1979年、NTV） - 鬼形大吉（鬼形組組長）
- サンキュー先生（1980年、ANB / 国際放映） - 須川大作
- 関ヶ原（1981年、NHK） - 長束正家
- 若き血に燃ゆる〜福沢諭吉と明治の群像（1984年、TX）
- 火曜サスペンス劇場（NTV）
  - バレンタインデー殺人事件（1984年）
  - 死ぬ前にすべき二、三の事柄（1988年）
- スケバン刑事シリーズ（CX / 東映）
  - スケバン刑事 第1話「謎の転校少女サキ」、第2話「帰ってきた不良少女サキ!」（1985年）- 裁判官
  - スケバン刑事II 少女鉄仮面伝説（1986年） - 鎌倉の老人（信楽老）
- 水曜ドラマスペシャル / 桜いろの桜子 （1986年、TBS）
- 男と女のミステリー / 彼らのいちばん危険な夜 （1988年、CX）
- 火曜ミステリー劇場 / 東京下町商店街の殺人 女親分は名探偵 （1990年、ABC）
- 八百八町夢日記 第1シリーズ 第13話「幻の旅路」（1990年、NTV / ユニオン映画） - 堀留の鹿蔵
- 水戸黄門（TBS / C.A.L）
  - 第20部 第25話「紫頭巾が悪を斬る -中津-」（1991年） - 中津藩筆頭家老・生田武右衛門
  - 第22部 第31話「弥七は夫の敵! -新発田-」（1993年） - 与左衛門
- 金曜ドラマシアター /  浅虫温泉放火事件－お母さんは犯人じゃない（1993年、CX）
- ボクの町医者修業（1995年、TBS） ※青年座創立40周年記念ドラマ
- 土曜ワイド劇場 / 高村薫特選サスペンス 江戸川土手殺人事件 （1995年、ABC）
- テツワン探偵ロボタック 第6話「行方不明の初恋捜し」（1997年） - 椿隆一郎
- 金曜エンタテイメント / 浅見光彦シリーズ 第5作「別府・姫島殺人事件」 （1997年、CX）
- 剣客商売 第2シリーズ 第6話「三冬の縁談」（2000年、CX / 松竹） - 三浦源右衛門
- 月曜ドラマスペシャル→月曜ミステリー劇場（TBS）
  - 金田一耕助シリーズ 第13作「トランプ台上の首」 （2000年） - 吉松
  - 浅見光彦シリーズ 第16作「坊っちゃん殺人事件」 （2001年） - 水沼哲男
- 火曜サスペンス劇場 / 街の医者・神山治郎 第5作「母親」 （2003年、NTV）
- ファイト （2005年、NHK）

### ラジオドラマ
- 鉄の伝説（1973年、NHK） - 私

### 舞台
- 真田風雲録（1962年、劇団三期会・劇団新人会・劇団青年座・劇団仲間・俳優小劇場合同公演） -　真田幸村[4]
- 友達
- 坂本龍馬についての一夜
- 写楽考
- いろはに金平糖
- ジャンナ
- 高き彼物
- 桜の園
- パートタイマー秋子